# Большая зелёная долина
«Большая зелёная долина» — советский фильм 1967 года, снятый на киностудии «Грузия-фильм» режиссёром и сценаристом Мерабом Кокочашвили.

## Сюжет
В Зелёной долине располагалось прекрасное пастбище. Один из пастухов Сосана был очень привязан к этим местам. Но сюда приезжают геологи, они начинают разведку и находят полезные ископаемые. Теперь здесь будет вестись добыча. Пастухов же, их семьи и скот переводят в другое место, в благоустроенную деревню с хорошей фермой. Все довольны переездом, только Сосана не хочет переезжать.

## В ролях
- Давид Абашидзе — пастух Сосана
- Лия Капанадзе — Пирмизе
- Мзия Маглакелидзе — София
- Илья Бакакури — Георгий
- Зураб Церадзе — Иотам, сын Сосаны и Пиримзе
- Григорий Ткабладзе — Шалва, секретарь совхоза
- Гурам Гегешидзе — главний геолог
- Георгий Геловани — геолог
- Зураб Капианидзе — Александре

## Критика
Картина «Большая зеленая долина» вышла в период мощного расцвета «деревенской прозы» во всей нашей многонациональной литературе. По своему художественному строю фильм был типичным образцом кинопрозы. Он рассказал о пастухе Сосане, человеке угрюмом, ершистом, нелёгком, но глубоко привлекательном неколебимостью преданностью родной земле и труду чабана. Фильм перекликался с «Белым караваном», сделанным несколько ранее художниками того же творческого поколения.— Многонациональное советское киноискусство / Л. Х. Маматова. — М.: Знание, 1982. — 158 с. — с. 94

«Большая зеленая долина» замышлялась как фильм — размышление, в котором одна мысль влечет за собой другую, малое соотносится с большим и история упрямого пастуха, взбунтовавшегося против вторжения цивилизации в его зеленый первозданный мирок, связывалась с большими обще- человеческими проблемами.— Додо Абашидзе: биографический очерк / Кора Церетели. — Тбилиси: Хеловнеба, 1984. — 79 с. — с. 33

## Фестивали
- Кинофестиваль республик Закавказья «Прометей» (Ереван, 1968) — Дипломы за лучшую режиссуру (М. Кокочашвили), за лучшую операторскую работу (Г. Герсамия), за лучшее исполнение мужской роли (Д. Абашидзе).